# Яловенко, Пётр Самсонович
Яловенко, Пётр Самсонович (15 июля 1944—5 июня 2008) — советский и казахстанский военный деятель, генерал-майор, заместитель министра обороны Республики Казахстан по вооружению. Воинское звание генерал-майор.

## Биография

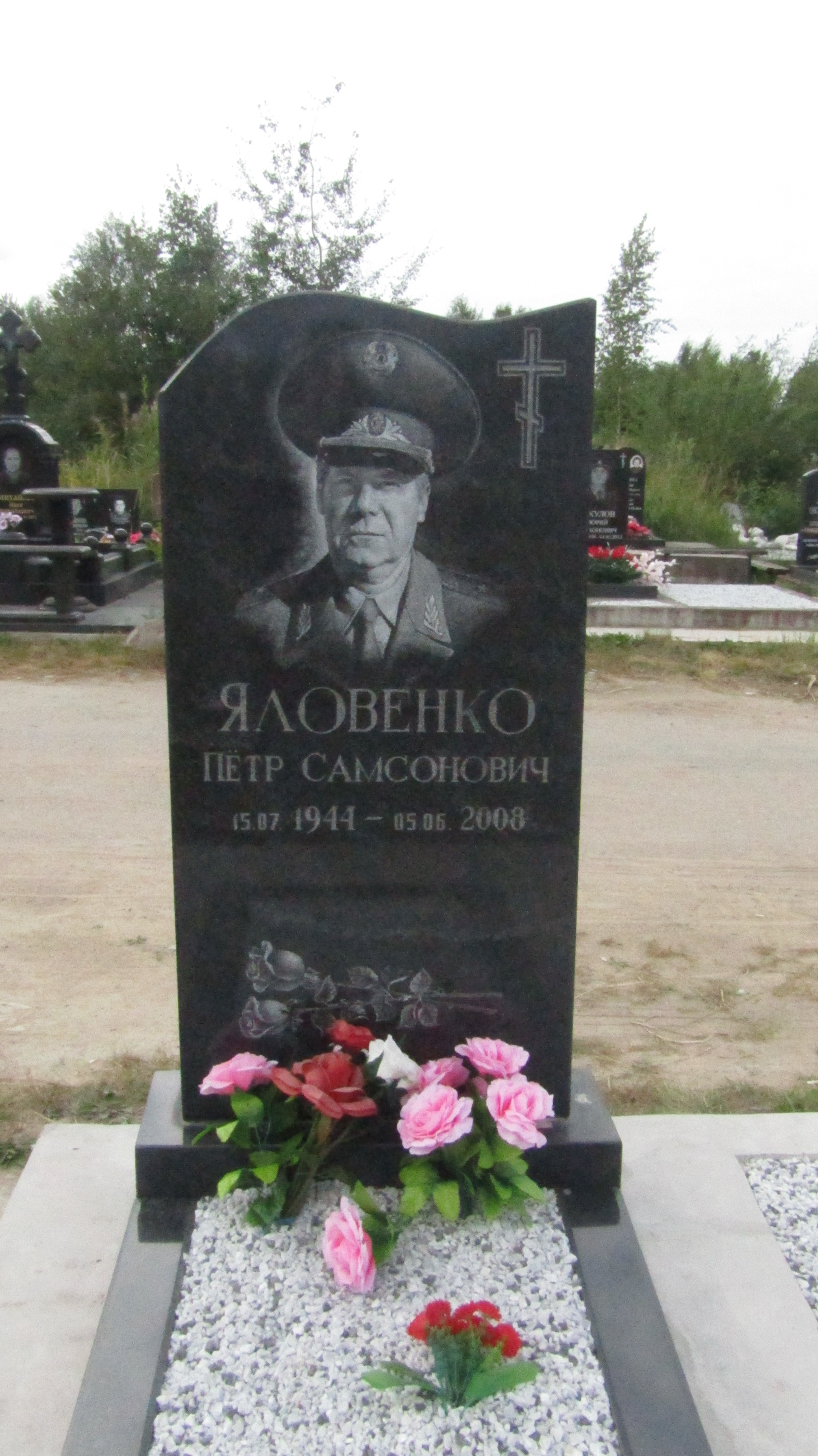

Родился 15 июля 1943 года. В Вооружённых Силах с 1962 года.
В 1965—1970 годах начал военную службу командиром огневого взвода.
В 1974 году окончил Военную инженерную радиотехническую орденов Октябрьской Революции и Отечественной войны I степени академию противовоздушной обороны имени Маршала Советского Союза Л. А. Говорова.
В 1974—1986 годах служил на командных должностях.
В 1986—1992 годах начальник службы ракетного вооружения объединения войск противовоздушной обороны.
В 1992—1996 годах служил заместителем командующего войск ПВО.
В 1996—1998 годах заместитель министра обороны по вооружению.
Служил в Главной военной инспекции. С 1998 года в отставке.
Скончался 5 июня 2008 года в Санкт-Петербурге. Похоронен на Южном кладбище.

## Награды
Орден Красной Звезды и ряд медалей.